# 長崎市立西城山小学校
長崎市立西城山小学校（ながさきしりつ にししろやましょうがっこう、Nagasaki City Nishishiroyama Elementary School）は、長崎県長崎市金堀町にある公立小学校。略称は「西城小」（にししろしょう）。

## 概要
歴史
長崎市北部の人口増加に伴い、1958年（昭和33年）に開校した。2008年（平成20年）に創立50周年を迎えた。
校歌
作詞は島内八郎、作曲は木野普見雄による。3番まであり、校名の「西城山」は1番に登場する。各番とも「おお我らの学び舎」で終わる。

## 沿革
- 1958年（昭和33年）
  - 1月1日 - 新設校の名称が決定。
  - 4月1日 - 「長崎市立西城山小学校」（現校名）が開校。
    - 長崎市北部地区の児童数増加に伴う二部授業解消のために、長崎市立高尾小学校とともに開校。
    - 長崎市立城山小学校（北緯32度46分24.7秒 東経129度51分26.9秒 / 北緯32.773528度 東経129.857472度）から移籍した987名を含め、児童総数1,231名（全24学級）
- 1959年（昭和34年）11月14日 - 開校式を挙行。校歌を制定。
- 1971年（昭和46年）
  - 3月31日 - 体育館が完成。
  - 8月31日 - 給食室が完成。
- 1973年（昭和48年）9月8日 - プールが完成。
- 1998年（平成10年）9月8日 - ランチルームを設置。
- 1999年（平成11年）8月31日 - 新図書室が完成。
- 2008年（平成20年）11月16日 - 創立50周年記念式典を挙行。

## 学校行事
- 運動会は春（5月）に行われている。
- 11月に「にししろフェスタ」、「にししろっこ祭り」が行われている。

## アクセス
最寄りのバス停
- 長崎バス 「西城山小下」下車後、徒歩すぐ。

## 周辺
- 周りを住宅地に囲まれている。

## 関連事項
- 長崎県小学校一覧